# Чернецов, Виктор Иванович
Виктор Иванович Чернецов (27 ноября 1925, деревня Волково, ныне Рузский район, Московская область — 26 февраля 1998, Москва) — полковник, Герой Советского Союза.

## Биография
Родился в семье рабочего. Окончил 8 классов Рузской средней школы. Работал гравёром на Московском монетном дворе. В Красной Армии с февраля 1943 года.
В действующей армии с сентября 1943 года. Стрелок-разведчик 51-й гвардейской танковой бригады (6-й гвардейский танковый корпус, 3-я гвардейская танковая армия, Воронежский фронт) гвардии красноармеец Чернецов в ночь на 22 сентября 1943 года, действуя в группе захвата, переправился на правый берег Днепра в районе села Григоровка (Каневский район Черкасской области). Ведя разведку, доставлял командованию бригады сведения о расположении и силах противника, чем способствовал выполнению боевой задачи.
Указом Президиума Верховного Совета СССР «О присвоении звания Героя Советского Союза генералам, офицерскому, сержантскому и рядовому составу Красной Армии» от 10 января 1944 года за «образцовое выполнение боевых заданий командования на фронте борьбы с немецко-фашистскими захватчиками и проявленные при этом отвагу и геройство» удостоен звания Героя Советского Союза с вручением ордена Ленина и медали «Золотая Звезда».
В 1947 году окончил Сталинградское военное авиационное училище лётчиков, продолжал службу в авиации Вооружённых Сил. Проходил в Липецке военную переподготовку. Член КПСС с 1953 года.
С 1961 года полковник Чернецов — в запасе. Жил в Москве, работал инженером на Московском приборостроительном заводе, затем был на пенсии.
Умер в 1998 году, похоронен в Москве.

## Награды
- Звание Героя Советского Союза присвоено 10 января 1944 года.
- Награждён орденами Ленина, Отечественной войны 1 степени, двумя орденами Красной Звезды, медалями.